# Sue Black
Susan Elizabeth Black (Fareham, Hampshire 1962) és una informàtica teòrica, acadèmica i emprenedora social britànica. Ha tingut un paper decisiu en la salvació de Bletchley Park, amb la seva campanya Saving Bletchley Park.Des del 2018, és professora d'informàtica i evangelista tecnològica a la Universitat de Durham. Anteriorment va estar destinada a la Universitat de Westminster i al University College de Londres (UCL). Ha rebut l'Orde de l'Imperi Britànic i és membre de la Royal Society of Arts.

## Primers anys i educació
Sue Black va néixer el 1962 a Fareham, Hampshire. Va abandonar casa seva i els estudis als 16 anys, es va casar als 20 i va tenir tres fills.
Després que el seu marit l'obligués, a ella i els seus fills, a sortir de casa sota amenaça de mort, va buscar seguretat en un refugi per a dones víctimes de violència de gènere. Com a mare soltera que buscava oportunitats per mantenir la família, va començar un curs d'accés a les matemàtiques a l'escola nocturna que la va portar a matricular-se a una llicenciatura. Black es va llicenciar en informàtica a la London South Bank University el 1993, i es va doctorar en enginyeria de programari el 2001 per una investigació sobre l'efecte Ripple supervisada per Robin Whitty.

## Carrera i investigació
Ha estar directora del Departament de Sistemes d'Informació i Programari de la Universitat de Westminster, i investigadora associada sènior de la University College de London. Des del 2018, és catedràtica de Ciències de la Computació i evangelista tecnològica a la Universitat de Durham i professora honorària de la UCL.
Va ser la presidenta fundadora del Grup d'Especialistes BCSWomen de la British Computer Society del 2001 fins al 2008. És una defensora de les dones en la informàtica.

## Campanyes
Black va dur a terme una reeixida campanya durant diversos anys per aconseguir finançament per a la restauració de Bletchley Park, el centre britànic de desxifrat de missatges enemics durant la Segona Guerra Mundial. Després de visitar el centre i observar el seu deteriorament, l'estat dels edificis, la màquina Bombe i saber que més de 10.000 persones hi havien treballat durant la guerra, el 2003 va crear un blog per conscienciar sobre la necessitat de la seva restauració tot mostrant una fotografia d'una estructura deteriorada d'una de les naus protegida amb una lona blava, va despertar l'interès i l'activisme entre els informàtics que s'hi van sumar.
A finals de 2015, Black va publicar un llibre sobre el procés, Saving Bletchley Park, finançat inicialment a través la companyia internacional de micromecenatge Unbound.
Black va crear Techmums que oferia formació gratuïta a dones d'estaments socials baixos, en seguretat digital, xarxes socials, llenguatge de programació Python, etc., amb l'objectiu d'augmentar la confiança de les dones, trencar la bretxa digital i ajudar-les a sortir de la pobresa. El programa pilot es va dur a terme al Bishop Challoner Catholic Collegiate School del districte londinenc de Tower Hamlets.

## Política
Al març de 2019, el Partit de la Igualtat de la Dona (Women's Equality Party) va anunciar que Black seria la seva candidata a les eleccions de 2020 per a l'alcaldia de Londres. Al febrer de 2020, es va anunciar que Black es retirava com a candidata del partit per motius de salut, i que la substituïa Mandu Reid.

## Premis i distincions
El 2009 Black va guanyar el primer premi John Ivinson de la Societat Britànica d'Informàtica a la Royal Society de Londres. El 2011, va guanyar el Premi PepsiCo a la Inspiració de les Dones. El 2012, va ser inclosa a la llista de la revista Datamation de les deus dones de la tecnologia que Women in Tech Who Give Back. Black també va ser una de les 30 dones identificades a la campanya Women in IT de la British Computer Society el 2014, que després van aparèixer al llibre electrònic Women in IT: Inspiring the next generation El 2015, Black va ser identificada com la setena dona més influent en les Tecnologies de la informació del Regne Unit, per Computer Weekly.
Va ser nomenada Oficial de l'Ordre de l'Imperi Britànic (OBE) el 2016 pels seus serveis a la tecnologia, també va ser guardonada amb el premi Social Impact Abie d'AnitaB.org el 2017.